# Hamza Yadroudj
Hamza Yadroudj (en arabe : حمزة يدروج) est un footballeur algérien né le 3 septembre 1992 à Jijel. Il évolue au poste de milieu défensif.

## Biographie
Il évolue en première division algérienne avec les clubs de la JS Kabylie, de la JS Saoura et enfin de l'US Biskra. Il dispute actuellement 33 matchs en inscrivant un seul but en Ligue 1.